# Novel·la gràfica
La novel·la gràfica és una expressió emprada per referir-se a un còmic generalment per a adults, que narra una història més detallada i complexa situant-se entre la novel·la i el còmic tradicional. Aquest terme no és emprat de manera uniforme per les diferents editorials.

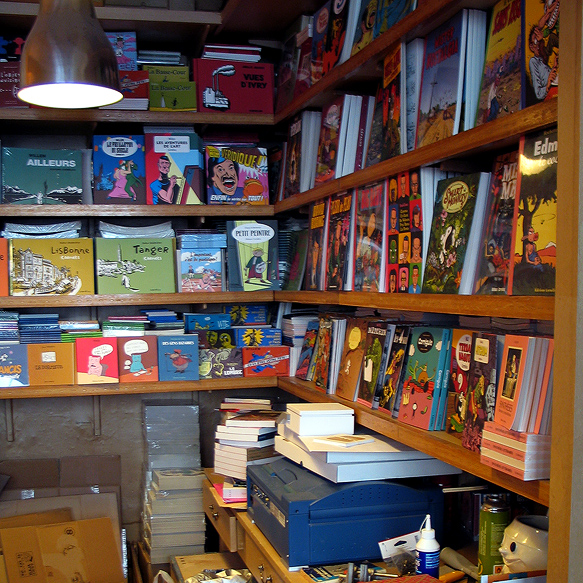
Novel·les gràfiques

El gènere com a tal s'inicia cap al 1920, tot i que es poden trobar precedents en les històries il·lustrades de l'edat mitjana. Van aparèixer clàssics il·lustrats per a joves, versions en vinyetes de la literatura canònica per apropar-la a un públic infantil, amb clara funció didàctica. Aquest caràcter didàctic va conviure amb les adaptacions en forma de llibre de les tires còmiques usuals.
Als anys 70 es publiquen una sèrie de novel·les gràfiques que reivindiquen el llenguatge audiovisual com a forma narrativa, són històries que no pretenen ensenyar ni depenen de cap text escrit o personatge previ. Destaca l'aportació de Will Eisner a aquest nou gènere. L'aparició de Maus (d'Art Spiegelman) va consolidar el gènere entre la crítica.

## Història
El còmic, que es publica directament en format de llibre, sense que s'hagi publicat prèviament, es consolida d'una manera significativa amb el pintor belga, d'origen flamenc Frans Masereel (1889-1972). Des de 1918, fa novel·les amb imatges, en blanc i negre, sense diàlegs, i clarament dirigides a lectors adults. L'historiador Richard va establir el terme "novel·la gràfica" en un assaig en el fanzine Capa-Alpha de novembre de 1964. i Will Eisner el va popularitzar amb la publicació de A Contract with God en 1978.

## Algunes novel·les gràfiques destacades
- A Contract with God, de Will Eisner
- Maus, d'Art Spiegelman
- Watchmen, d'Alan Moore
- V de Vendetta, d'Alan Moore
- From Hell, d'Alan Moore
- Fun Home, d'Alison Bechdel
- A la franja de Gaza, de Joe Sacco
- Máscaras, de Francisco Menor
- Persepolis, de Marjane Satrapi
- The Dark Knight Returns, de Frank Miller